# Xavier Darasse

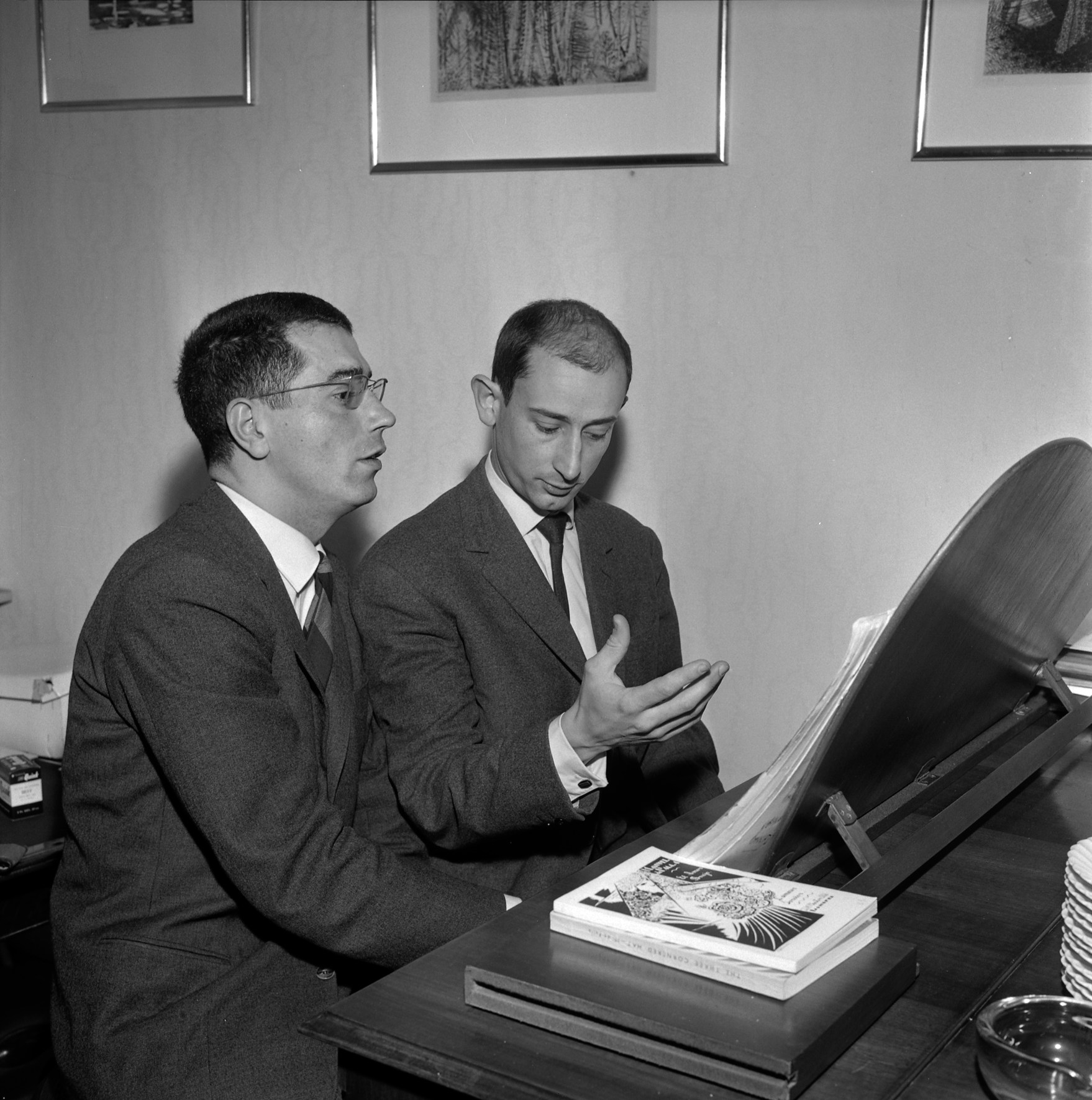

Xavier Darasse (Toulouse 3 september 1934 - 24 november 1992) was een Franse organist, componist en muziekpedagoog.

## Levensloop
Darasse werd in een familie van musici geboren. Hij werd leerling bij Maurice Duruflé, Rolande Falcinelli, Jean Rivier en Olivier Messiaen. Dit bereidde hem voor op een carrière van organist en tevens van docent, meest in het Conservatorium van Toulouse.
In 1976, werd hij slachtoffer van een auto-ongeval, waarbij hij zijn rechterarm verloor, die weer werd aangehecht, zonder dat hij er opnieuw de motoriek van terugkreeg, wat het einde van zijn carrière als solist betekende. Hij legde zich voortaan op het onderwijs toe en op het componeren. Hij maakte ook vaak deel uit van jury's. Zo was hij jurylid voor het internationaal orgelconcours in het kader van het Festival Musica Antiqua in Brugge, in de jaren 1976 - 1979 - 1985 - 1988 en 1991.
Gedurende zijn korte loopbaan, was Darasse een van de meest eclectische organisten van zijn generatie, even goed thuis in de oude muziek als in de hedendaagse muziek. Hij was een van de grote promotors van de hedendaagse orgelmuziek. Eind van de jaren zestig stelde hij een van de eerste platen samen met 'hedendaagse muziek' voor orgel, met werk van hemzelf en van Luis de Pablo. Hij zette in 1974 ook het enige werk dat Iannis Xenakis voor orgel schreef op de plaat.
Darasse stierf in 1992 aan kanker. De opera 'Portrait de Dorian Gray' naar Oscar Wilde, bleef onafgewerkt.

## Composities voor orgel
- Organum I voor orgel (1970), bestelling door het Festival van Royan
- Organum II voor orgel (1978), bestelling door CNSM Parijs
- Organum III voor orgel (1979), bestelling voor het orgelconcours in Chartres
- Organum IV voor orgel en percussie
- Organum V voor orgel (1983), bestelling door de Franse Staat
- Organum VI voor orgel (1986), zes korte en eenvoudiger suites voor klassiek orgel
- Organum VII voor soprano en orgel (1988), bestelling voor het Festival van Saint-Bertrand-de-Comminges
- Organum VIII voor orgel en koperkwintet (1972), bestelling door het Festival van Metz, «in memoriam Jean-Pierre Guézec»
- Pedal-Exercitium voor orgel (1988), bestelling door Éditions Universal.